# Sperrversuchskommando
Das Sperrversuchskommando (S.V.K.) war eine Dienststelle der Reichsmarine und Kriegsmarine.

## Geschichte der Dienststelle
Nach dem Ersten Weltkrieg wurde aus dem ehemaligen Minenversuchskommando der Kaiserlichen Marine Mitte April 1919 ein neues Minenversuchskommando in Kiel eingerichtet, das ab Oktober 1919 der Inspektion des Torpedo- und Minenwesens unterstellt war. 1920 erfolgte die Umbenennung in Sperrversuchskommando, 1923 in Sperrversuchs- und Lehrkommando. Die Sperrschule und der Versuchsverband der S.V.K. wurde dem Kommando unterstellt. Bis 1930 war der Kommandeur des Sperrversuchskommandos auch zugleich Kommandeur der Sperrschule in Kiel. Als 1930 die Sperrschule aus der Unterstellung unter das Sperrversuchskommando herausgelöst wurde, erfolgte die Rückbenennung in Sperrversuchskommando.
Ab Oktober 1936 war das Sperrversuchskommando der Sperrwaffeninspektion unterstellt.
Beim deutschen Überfall auf Polen ab 1. September 1939 war die Arkona, gemeinsam mit den vier anderen Versuchsbooten des Sperrversuchskommandos (Nautilus, Otto Braun, Pelikan und Sundevall), Teil der Marinestreitkräfte, die unter Kapitän zur See Friedrich Ruge, dem Führer der Minensuchboote Ost (F.d.M. Ost), in der Danziger Bucht Minensuch- und Sicherungsaufgaben durchführten.
Als die Kriegsmarine im April 1940 jedes verfügbare Schiff benötigte, um die deutschen Invasionstruppen beim Unternehmen Weserübung nach Norwegen und Dänemark zu transportieren, gehörten drei Boote des Versuchsverbands zur Kriegsschiffsgruppe 7, die von Kiel aus am Morgen des 9. April 1940 die dänischen Fährhäfen Nyborg auf Fünen und Korsör auf Seeland besetzte. Die Kriegsschiffsgruppe 7 bestand aus dem Linienschiff Schleswig-Holstein, deren Kommandant, Kapitän zur See Gustav Kleikamp, die Gruppe befehligte, den drei Versuchsbooten Claus von Bevern, Nautilus und Pelikan, den Transportern Campinas (4541 BRT) und Cordoba (4611 BRT), zwei Schleppern sowie der B.S.O.-Schulflottille mit sechs umgerüsteten Fischdampfern. Führer des Versuchsverbandes für das Unternehmen Weserübung war der Chef des Versuchsverbandes, Korvettenkapitän Johannes Isenlar.

## Gliederung
- Sperrversuchszweigstelle Linz
- Sperrversuchszweigstelle Attersee
- Versuchsstelle Gotenhafen
- Versuchsstelle Hela
- Versuchsstelle Brest
- Versuchsstelle Quibloon
- Versuchsstelle Amsterdam
- Versuchsstelle Horten

## Versuchsboot
- T 155 (bis 1922)
- M 60 (bis September 1927)
- Pelikan (ab September 1927)
- Nautilus (ab März 1929)
- Claus von Bevern (ab September 1933)
- Arkona (ab Oktober 1935)
- Otto Braun (ab September 1936)
- Johann Wittenborg, später Sundevall (ab August 1938)
- Westerplatte (von 1940 bis April 1943)
- Oxhöft (ab Juli 1942)
- NH 05 (ab März 1943)

## Kommandeure (Auswahl)
- Korvettenkapitän Hans Beyersdorff: um 1921
- Fregattenkapitän/Kapitän zur See Hans Stohwasser: von Oktober 1926 bis September 1931
- Fregattenkapitän/Kapitän zur See Witold Rother: von September 1931 bis Mai 1937
- Kapitän zur See/Konteradmiral Kurt Ramien: von Juni 1937 bis September 1939 (†)
- Kapitän zur See Erich Müller: von September 1939 bis März 1943
- Fregattenkapitän/Kapitän zur See Hans John: von April 1943 bis Mai 1944
- Kapitän zur See Heinrich Bramesfeld: von Mai 1944 bis Kriegsende

## Stabsoffiziere beim Stabe (Auswahl)
- Korvettenkapitän Hermann Knuth: von Dezember 1938 bis März 1940
- Korvettenkapitän Johannes Isenlar: von April 1940 bis April 1941
- Fregattenkapitän Paul Schmidle: von Januar 1941 bis Januar 1944
- Fregattenkapitän Herbert Roediger: von Januar 1944 bis Kriegsende

Die aufgelisteten Stabsoffiziere beim Stabe waren zugleich Chef des Versuchsverbandes des S.V.K.

## Technische Leiter
- Waffenbaudirektor[3] Hermann Bauermeister: von 1932 bis Oktober 1942
- Marinebaudirektor Walther Freiherr von Ledebur: von Oktober 1942 bis Kriegsende

## Bekannte Personen (Auswahl)
- Oberleutnant zur See/Kapitänleutnant Gustav Kieseritzky: von November 1921 bis März 1924 Lehrer
- Waffenbaudirektor Hermann Bauermeister: ab 1923 Technischer Referent und später Technischer Leiter
- Kapitänleutnant Alexander Michels: von März 1925 bis Oktober 1928 Referent
- Korvettenkapitän Erich Müller: Referent, später Kommandeur des Sperrversuchskommandos
- Kapitänleutnant/Korvettenkapitän Fritz Hintze: von September 1936 bis Juni 1938 Referent